# Agenzia per la rappresentanza negoziale delle pubbliche amministrazioni
L'Agenzia per la Rappresentanza Negoziale delle Pubbliche Amministrazioni (ARAN) è un'agenzia italiana che rappresenta legalmente le pubbliche amministrazioni italiane nella contrattazione collettiva nazionale, dotata di personalità giuridica di diritto pubblico e di autonomia organizzativa, gestionale e contabile.
Istituita dall'art. 50 del d.lgs. 3 febbraio 1993, n. 29, nell'ambito dell'attuazione della privatizzazione del diritto del lavoro pubblico in Italia, è stata accresciuta e riconfermata nelle sue funzioni dai DD.Lgs. 165/2001 e 150/2009.
L’Agenzia svolge ogni attività relativa alla negoziazione e definizione dei contratti collettivi del personale dei vari comparti del pubblico impiego, ivi compresa l’interpretazione autentica delle clausole contrattuali e la disciplina delle relazioni sindacali nelle amministrazioni pubbliche.
Nello svolgimento dei suoi compiti istituzionali, l’Aran si attiene agli atti di indirizzo dei Comitati di settore, con l’autonomia dettata dall’esigenza di garantire una corretta e funzionale dinamica negoziale.
L’Agenzia - oltre a curare le attivita' di studio, monitoraggio e documentazione necessarie all'esercizio della contrattazione collettiva - assiste le pubbliche amministrazioni per l’uniforme applicazione dei contratti collettivi di lavoro e, su richiesta dei Comitati di settore, può costituire delegazioni temporanee a livello regionale o interregionale per soddisfare specifiche esigenze delle amministrazioni interessate.
L’Aran predispone - a cadenza semestrale ed avvalendosi della collaborazione dell’ISTAT e del MEF- un rapporto sull'evoluzione delle retribuzioni di fatto dei pubblici dipendenti, che invia al Governo, ai Comitati di settore dei comparti Regioni e Autonomie locali e Sanita', nonché alle Commissioni parlamentari competenti.
E’ competenza dell’Agenzia, inoltre, effettuare il monitoraggio sull'applicazione dei contratti collettivi nazionali e sulla contrattazione collettiva integrativa e presentare annualmente al Dipartimento della funzione pubblica, al Ministero dell'economia e delle finanze nonché ai comitati di settore, un rapporto in cui verifica l'effettivita' e la congruenza della ripartizione fra le materie regolate dalla legge, quelle di competenza della contrattazione nazionale e quelle di competenza dei contratti integrativi, nonché le principali criticita' emerse in sede di contrattazione collettiva nazionale ed integrativa.
Unico organismo preposto alla negoziazione nel pubblico impiego, l’Aran rappresenta un costante punto di riferimento nel complesso sistema della contrattazione collettiva.

## Caratteristiche
L'ARAN ha personalità giuridica di diritto pubblico ed è soggetta al potere di indirizzo esercitato dalle pubbliche amministrazioni che a tal fine danno vita a comitati di settore.
Riassumendo le sue peculiarità, è possibile osservare che essa:
- ha personalità giuridica di diritto pubblico
- gode di autonomia organizzativa, gestionale e contabile
- è diretta da un organo collegiale
- è un organismo necessario
- rappresenta tutte le amministrazioni pubbliche.

È, infine, un organo necessario, perché la sua funzione è espressamente prevista e necessaria in sede di contrattazione collettiva per i contratti delle amministrazioni pubbliche italiane.
L'ARAN è sottoposta unicamente al controllo di tipo finanziario della Corte dei Conti, che ne valuta la consuntivazione della gestione finanziaria, essendo stato eliminato il controllo sulla sua attività da parte della Presidenza del Consiglio dei ministri. L'autonomia gestionale è garantita dai contributi versati all'agenzia dai comparti delle singole amministrazioni pubbliche e dal fatto che l'agenzia ha una propria dotazione organica di personale, a cui si accede per concorso pubblico o tramite passaggio da altre Pubbliche Amministrazioni.

## Funzioni
L'ARAN è il soggetto su cui si incentra il sistema delle relazioni sindacali nel sistema delle pubbliche amministrazioni. Rappresenta la controparte pubblica in sede negoziale, gestendo la contrattazione con le controparti sindacali. Svolge funzioni di consulenza alle pubbliche amministrazioni quando si tratta di interpretare le norme dei CCNL o quando queste si trovano a definire i contratti integrativi.
L'ARAN svolge anche funzioni nei confronti delle rappresentanze sindacali, in quanto ne certifica la rappresentatività ai fini della successiva fase di contrattazione.

Cura, inoltre, le attività di studio, monitoraggio e documentazione necessarie nell'esercizio della contrattazione collettiva, predisponendo a cadenza trimestrale un rapporto sull'evoluzione delle retribuzioni di fatto dei pubblici dipendenti come previsto ai sensi dell. art. 46 del d.lgs. 30 marzo 2001 n. 165, come modificato dal novellato dal d.lgs. 27 ottobre 2009 n. 150.

## Organi

### Presidente
Il Presidente è nominato con decreto del Presidente della Repubblica, su proposta del Ministro per la pubblica amministrazione e l'innovazione, previo parere della Conferenza unificata Stato Regioni e Stato Città.
Il Presidente rappresenta l'Agenzia ed è scelto fra esperti in materia di lavoro anche estranei alla pubblica amministrazione, dura in carica 4 anni e può essere riconfermato solo una volta.

### Collegio di indirizzo e controllo
L'ARAN è diretta da un Collegio di indirizzo e controllo, in precedenza noto come Comitato Direttivo, composto dal Presidente e da 4 membri, scelti tra esperti con competenza nelle materie delle relazioni sindacali e della gestione del personale, in particolare:
- due sono di designazione del Governo italiano;
- uno è scelto dalla Conferenza delle Regioni e delle province autonome;
- uno è scelto dall'Associazione Nazionale Comuni Italiani (ANCI) e dall'Unione delle Province d'Italia (UPI).

Il Comitato vota a maggioranza dei suoi componenti. Dura in carica 4 anni e può essere riconfermato per una sola volta.

## Riferimenti normativi
- Art. 46 del Decreto legislativo 30 marzo 2001, n. 165 - Norme generali sull'ordinamento del lavoro alle dipendenze delle amministrazioni pubbliche.